# Hierasimauka
Hierasimauka (biał. Герасімаўка; ros. Герасимовка) – osiedle na Białorusi, w obwodzie mińskim, w rejonie soligorskim, w sielsowiecie Akciabr.